# Kvazikompaktan prostor
Kvazikompaktan prostor je svaki prostor X, ako se svaki pokrivač prostora X može reducirati na konačan potpokrivač. X je kvazikompaktan ako i samo ako svaka centrirana familija zatvorenih podskupova prostora X ima neprazan presjek.